# Клеточный иммунитет
Клеточный иммунитет (англ. Cell-mediated immunity) — тип иммунного ответа, в котором не участвуют ни антитела, ни система комплемента. В процессе клеточного иммунитета активируются макрофаги, натуральные киллеры, антиген-специфичные цитотоксические Т-лимфоциты, и в ответ на антиген выделяются цитокины.
Иммунная система исторически описывается состоящей из двух частей: системы гуморального иммунитета и системы клеточного иммунитета. В случае гуморального иммунитета защитные функции выполняют молекулы, находящиеся в плазме крови, а не клеточные элементы. В то время как в случае клеточного иммунитета защитная функция связана именно с клетками иммунной системы. Лимфоциты кластера дифференцировки CD4 или Т-хелперы осуществляют защиту против различных патогенов.
Система клеточного иммунитета выполняет защитные функции следующими способами:
- путём активации антиген-специфических цитотоксичных Т-лимфоцитов, которые могут вызывать апоптоз соматических клеток, демонстрирующих на поверхности эпитопы чужеродных антигенов, например, клеток, заражённых вирусами, содержащими бактерии и клеток опухолей, демонстрирующих опухолевые антигены;
- путём активации макрофагов и натуральных киллеров, которые разрушают внутриклеточные патогены;
- путём стимулирования секреции цитокинов, которые оказывают влияние на другие клетки иммунной системы, принимающие участие в адаптивном иммунном ответе и врождённом иммунном ответе.[2]

Клеточный иммунитет направлен преимущественно против микроорганизмов, которые выживают в фагоцитах и против микроорганизмов, поражающие другие клетки. Система клеточного иммунитета особенно эффективна против клеток, инфицированных вирусами, и принимает участие в защите от грибов, простейших, внутриклеточных бактерий и против клеток опухолей. Также система клеточного иммунитета играет важную роль в отторжении тканей.